# Liste der Monuments historiques in Grand’Combe-des-Bois
Die Liste der Monuments historiques in Grand’Combe-des-Bois führt die Monuments historiques in der französischen Gemeinde Grand’Combe-des-Bois auf.

## Liste der Immobilien
| Bezeichnung         | Beschreibung                        | Standort                    | Kennzeichnung | Schutzstatus | Datum | Bild |
| ------------------- | ----------------------------------- | --------------------------- | ------------- | ------------ | ----- | ---- |
| Bauernhof           | Renaissancefenster, um 1600         | 9 rue des Jonquilles (Lage) | PA00101652    | Classé       | 1984  |      |
| Ferme de Villebasse | Bauernhof, 16. oder 17. Jahrhundert | 5 Ville Basse (Lage)        | PA25000091    | Inscrit      | 2021  |      |

## Liste der Objekte
| Bezeichnung                   | Beschreibung                                                                               | Standort                        | Kennzeichnung | Schutzstatus | Datum | Bild |
| ----------------------------- | ------------------------------------------------------------------------------------------ | ------------------------------- | ------------- | ------------ | ----- | ---- |
| Skulptur Heilige Agatha       | mit Skulpturennische; Holz, farbig gefasst und vergoldet, 18. Jahrhundert (links im Bild)  | in der Kirche St-Barnabé (Lage) | PM25000785    | Classé       | 1964  |      |
| Skulptur Heiliger Franz Xaver | mit Skulpturennische; Holz, farbig gefasst und vergoldet, 18. Jahrhundert (rechts im Bild) | in der Kirche St-Barnabé (Lage) | PM25000786    | Classé       | 1964  |      |
| Zwei Türflügel                | Holz, mit Reliefschnitzerei, teilweise vergoldet, 18. Jahrhundert                          | in der Kirche St-Barnabé (Lage) | PM25000787    | Classé       | 1964  |      |